# 孖結街 (雪梨)
孖結街，又譯馬結街、麥結街，是澳洲新南威爾斯州雪梨商業中心區的一條街道，西起達令港附近的莎瑟街，東至聖占士火車站所在的伊利沙伯街。
孖結街意譯為「街市街」，因其位於商業中心區購物專區的核心而得名。雪梨的兩家爹核尊士百貨店位於孖結街夾卡士禮街相對兩角。孖結街為必街行人專區的南端界線，街上有雪梨塔、維多利亞女皇大廈及雪梨中央廣場（內有迈尔百货公司）等購物中心。州立劇院位於介乎必街與佐治街之間的孖結街街區。
孖結街盡頭的行人天橋可直接通往卑滿橋及達令港。孖結街為從東至西單程行車。孖結街盡頭亦設有行車天橋，通往西區幹路、歐迪模、卑滿、安薩橋及其他地方。